# Aidlingen
Aidlingen es un municipio alemán perteneciente al distrito de Böblingen de Baden-Wurtemberg.
A 31 de diciembre de 2015 tiene 8843 habitantes.
En la Edad Media perteneció a la abadía de Reichenau y después a varias casas nobles. Su principal monumento es la iglesia fortificada de San Nicolás, construida en torno a 1470. En 1971 incorporó los antiguos municipios de Dachtel y Deufringens.
Se ubica unos 5 km al oeste de la capital distrital Böblingen.